# Veľké Revištia
Veľké Revištia (maďarsky Felsőrőcse) jsou obec na Slovensku, která vznikla spojením obcí Vyšné Revištia a Gajdoš. Nachází se v Košickém kraji, v okrese Sobrance. Obec má rozlohu 10,19 km² a leží v nadmořské výšce 110 m. V roce 2011 v obci žilo 543 obyvatel. První písemná zmínka o obci pochází z roku 1335.